# Estação Joanic

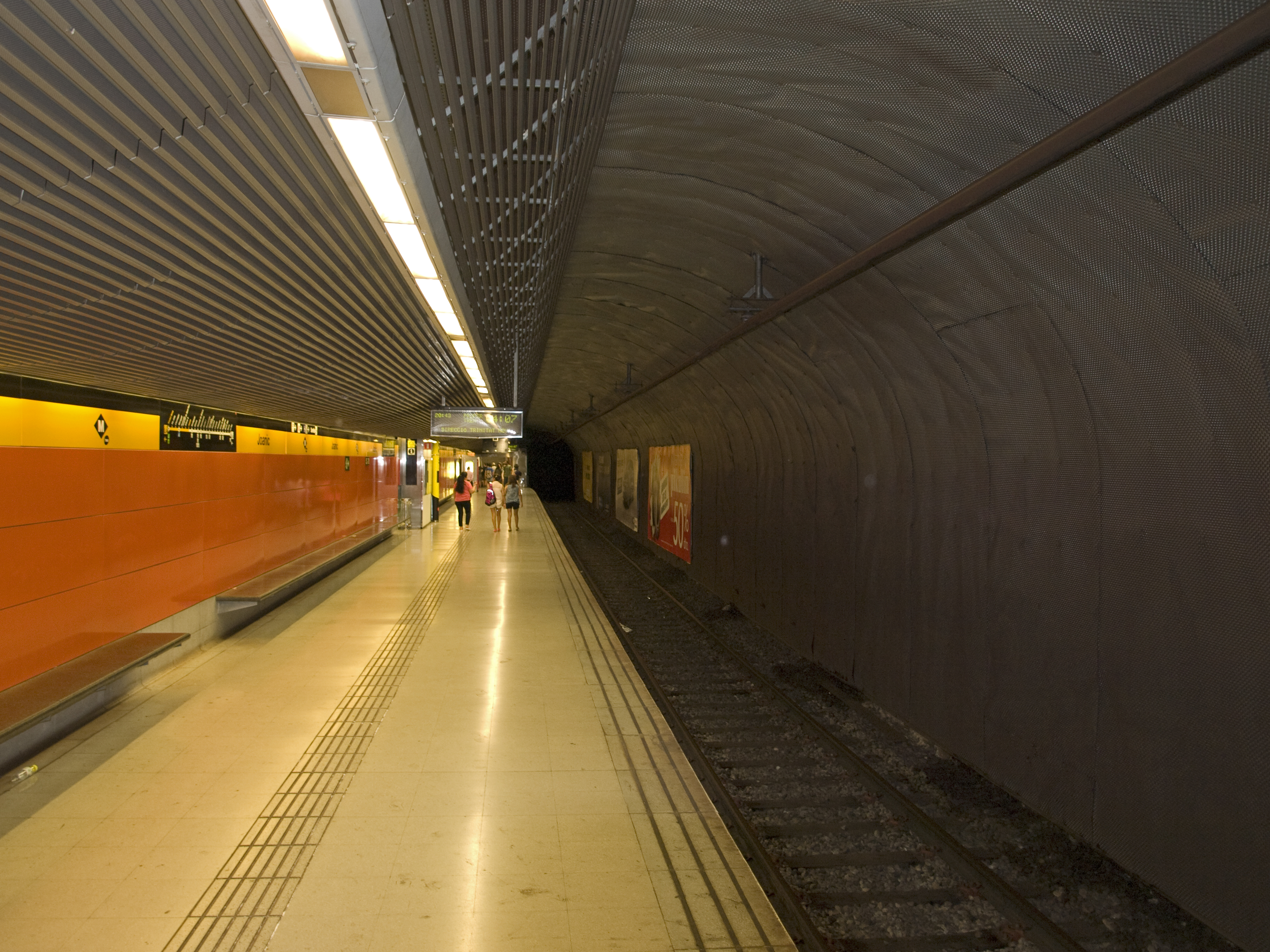
Estação Joanic

Joanic (Metro de Barcelona) é uma estação da linha Linha 4 do Metro de Barcelona. Entrou em funcionamento em 1973.

## Facilidades
- escada rolante;